# Герман Гопф
Герман Гопф (нім. Hermann Hopf; 8 січня 1871, Веймар — після 1928) — німецький віолончеліст.
У 1885—1889 роках навчався у Веймарській консерваторії у Леопольда Грюцмахера. Після цього проходив військову службу в Мангаймі.
У 1891—1893 роках соліст оркестру Герліцького міського театру, в 1894 році в придворній капелі в Бадені. У 1895—1914 роках соліст Кенігсбергзького міського театру, грав також в струнному квартеті Макса Броді, викладав у консерваторії Еміля Кюнса. У 1902—1914 роках грав в оркестрі Байройтського фестивалю. Після Першої світової війни продовжував виступати як ансамбліст — в тому числі, на початку 1920-х рр., в складі тріо з Кете фон Гізіцкі (фортепіано) і Габріелою Вітровец (скрипка) і в струнному квартеті Густава Гавемана; в складі останнього брав участь у прем'єрі Серенади тв. 4 Ернста Кшенека і струнного квартету тв. 4 Алоїса Габи на першому Фестивалі новітньої музики в Донауешінгені (1921). У 1925 році виступив як соліст з Берлінським філармонічним оркестром.
Записав «Мрії» Роберта Шумана (з циклу «Дитячі сцени») і менует Луїджі Боккеріні в складі фортепіанного тріо з Іболькою Цільцер (скрипка) і Манфредом Гурліттом (фортепіано), п'єси Бетховена і Мендельсона з Робертом Цейлером (скрипка) і Бруно Зайдлер-Вінклером (фортепіано).
Написав Елегію для віолончелі з оркестром (вперше виконану Григорієм П'ятигорським), низку невеликих камерних творів.
Дружина — Ганна Гопф-Гайдель (нім. Anna Hopf-Geidel; 1872—?), арфістка, перша жінка в оркестрі Байройтського фестивалю (1906).